# Тридакс лежачий
Тридакс лежачий (лат. Tridax procumbens) — травянистое растение, вид цветковых растений семейства Астровые (Asteraceae). Широко распространённое сорное и инвазивное растение. Произрастает в тропической Америке, включая Мексику, но был завезён в тропические, субтропические и умеренные регионы по всему миру. Вид внесён в список ядовитых сорняков в Соединённых Штатах и имеет статус вредителя в девяти штатах.

## Обиходные названия
Обиходные названия на английском языке включают coatbuttons (пуговицы пальто) и tridax daisy (маргаритка тридакс).
Названия на других европейских языках включают cadillo chisaca на испанском языке и herbe caille на французском.
Среди индоарийских языков вид известен на санскрите как джаянти веда (जयंती वेद) или аванти. В Гуджарати растение называется гхаджадву или габури (ઘાબુરી). На ассамском языке вид известен как бихалякарани. На хинди растение известно как гхамра, а на урду — заг май хаят. На бенгали оно называется тридхара (ত্রিধারা). На маратхи — камбармоди, джакхамджуди или тантани (कंबरमोडी, जखमजुडी и टनटनी соответственно).
Среди дравидийских языков на каннаде вид называется джаянти (ಜಯoತಿ), а на малаяламе известен под названиями кумминниппача (കുമ്മിനിന്നിപാച്ച), курикооттичира (കുറ). ികോട്ടിച്ചിചിറ), муриямпахила (മുരിയമ്പാചില), одиянчира (ഒഡിയൻ‌ചിറ), рейлпочеди (റൈലാപൂച്ചെഡി), санипуову (ഷാനിപോവ്), телкути (തെക്കുത്തി) или чираванакку (ചിരവനാക്ക്).
В Ории растение называется бишалья карани (ବିଶଲ୍ୟକରଣୀ). На телугу — гаяпааку (గాయపాకు), гадди чеманти (గడ్డి చామంతి) или балапааку (బలపాకు). На тамильском языке — vettukaaya poondu, thatha poo или kinatruppasan (கிணற்றுப்பாசான்), а на сингальском языке — курунагала-ромашка.
По-японски вид называется котобукигику, а по-тайски — тин тукка (ตีนตุ๊กแก; «ноги геккона»).

## Описание

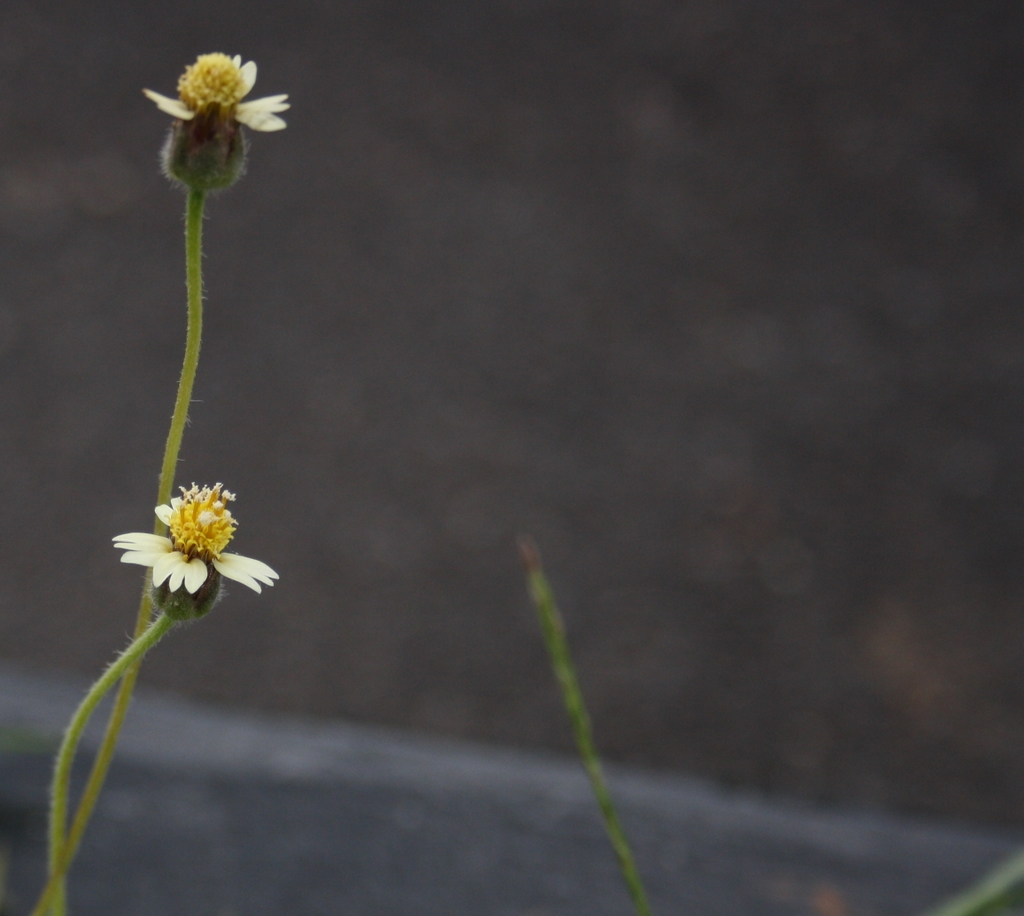
Tridax procumbens растёт в Хайдарабаде, Андхра-Прадеш

Растение имеет ромашковидные белые или жёлтые цветы с жёлтым центром и трёхзубчатыми лучевыми соцветиями. Листья зубчатые, обычно стреловидной формы. Чашечка представлена чешуйками или редуцирована до хохолка.

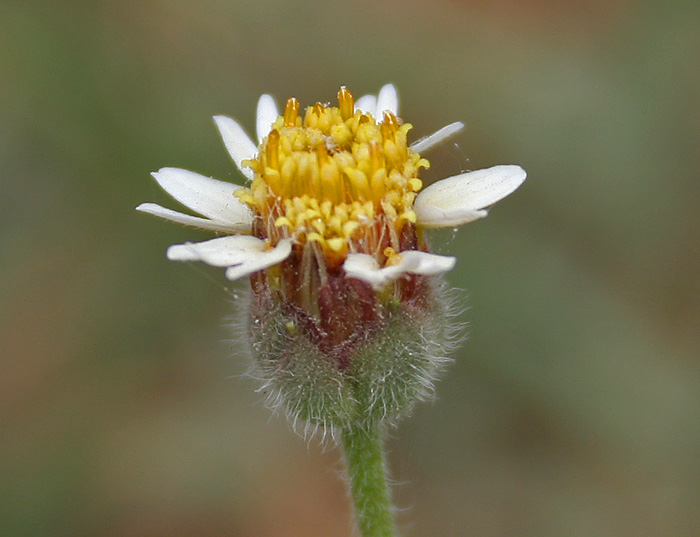
Цветок в Хайдарабаде
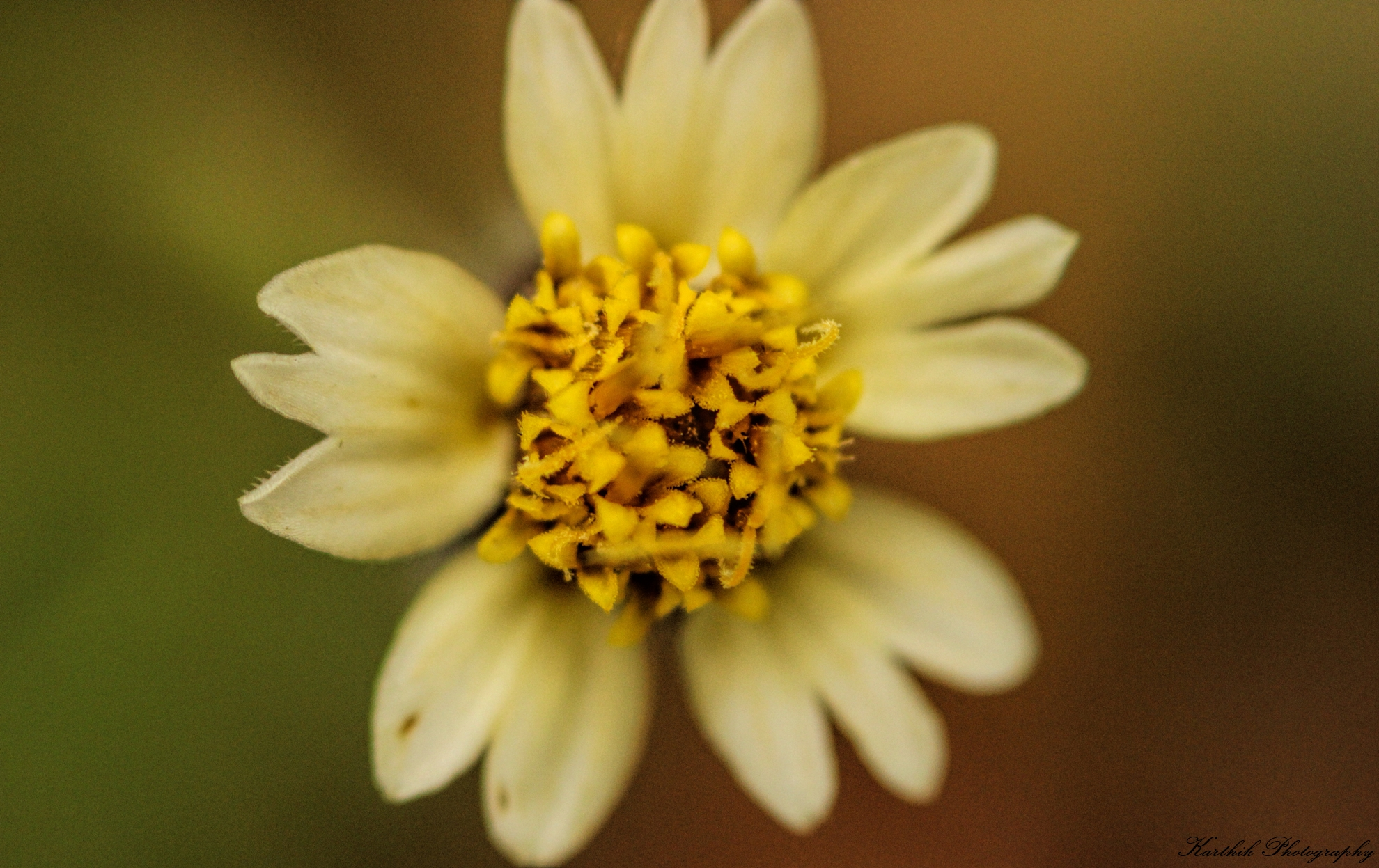
Вид на цветок сверху

Плод — твердая семянка, покрытая жёсткими волосками и имеющая на одном конце перистый, похожий на перо белый паппус. Растение является инвазивным отчасти потому, что оно производит очень много семянок, до 1500 на одно растение, и каждая семянка может улавливать ветер хохолком и переноситься на некоторое расстояние. Это растение можно встретить на полях, лугах, пахотных землях, нарушенных территориях, лужайках и обочинах дорог в районах с тропическим или полутропическим климатом. Вид внесён в список в Соединённых Штатах как вредный сорняк и регулируется Федеральным законом о вредных сорняках.

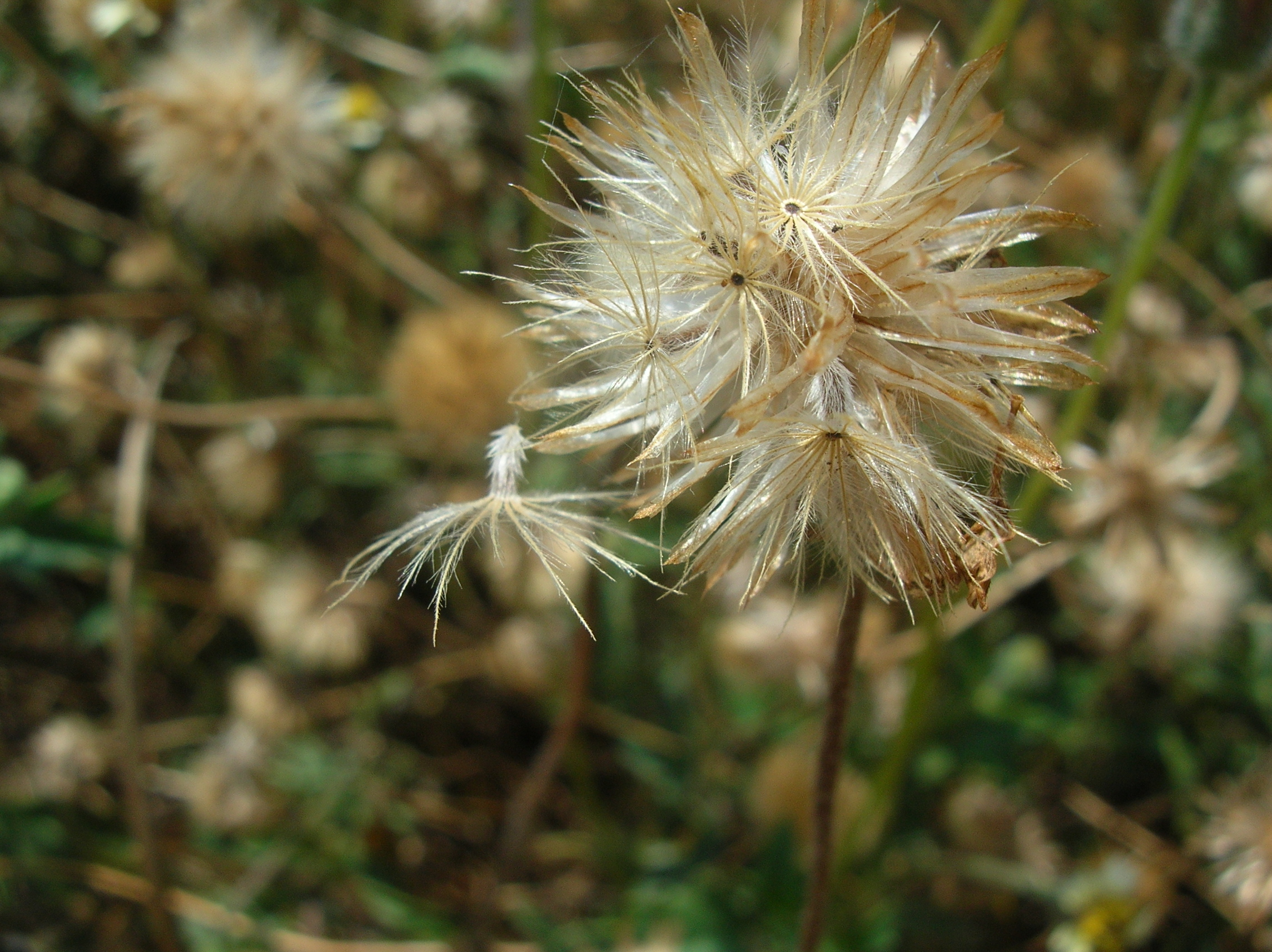
Спелые плоды с крылатыми семенами, готовые к разносу ветром
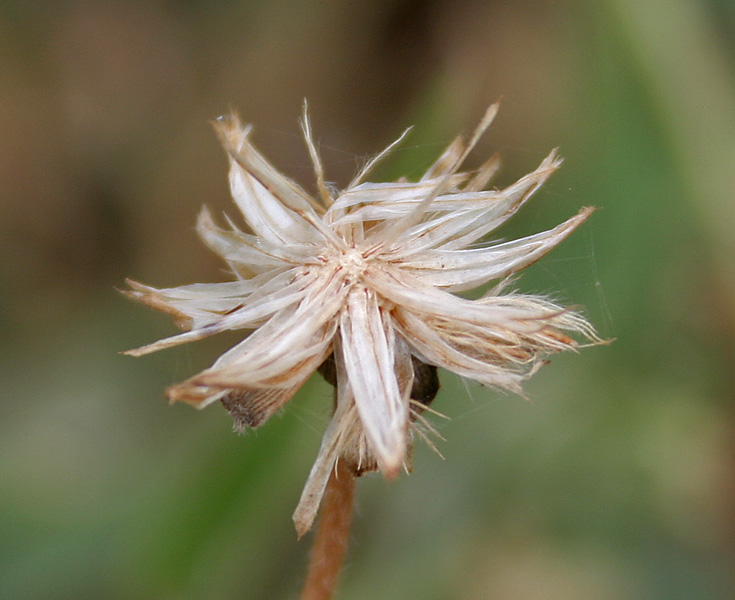
Остаточные плоды после расселения семянки

## Использование в традиционной медицине
Традиционно Tridax procumbens использовался в Индии для заживления ран, а также в качестве антикоагулянта, противогрибкового средства и средства от насекомых. Его противовоспалительная и анальгетическая активность убедительно доказана в исследованиях на животных. Местные целители в некоторых частях Индии также используют его для лечения фурункулов, волдырей и порезов.

## Химические компоненты
Флавоноид прокумбенетин был выделен из надземных частей. Другие химические соединения, выделенные из растения, включают алкиловые эфиры, стерины, пентациклические тритерпены, жирные кислоты, и полисахариды. Было обнаружено присутствие нескольких основных активных химических соединений. Но токсикологические знания недостаточны, и предполагается, что необходимы дополнительные исследования этого растения.

## Галерея

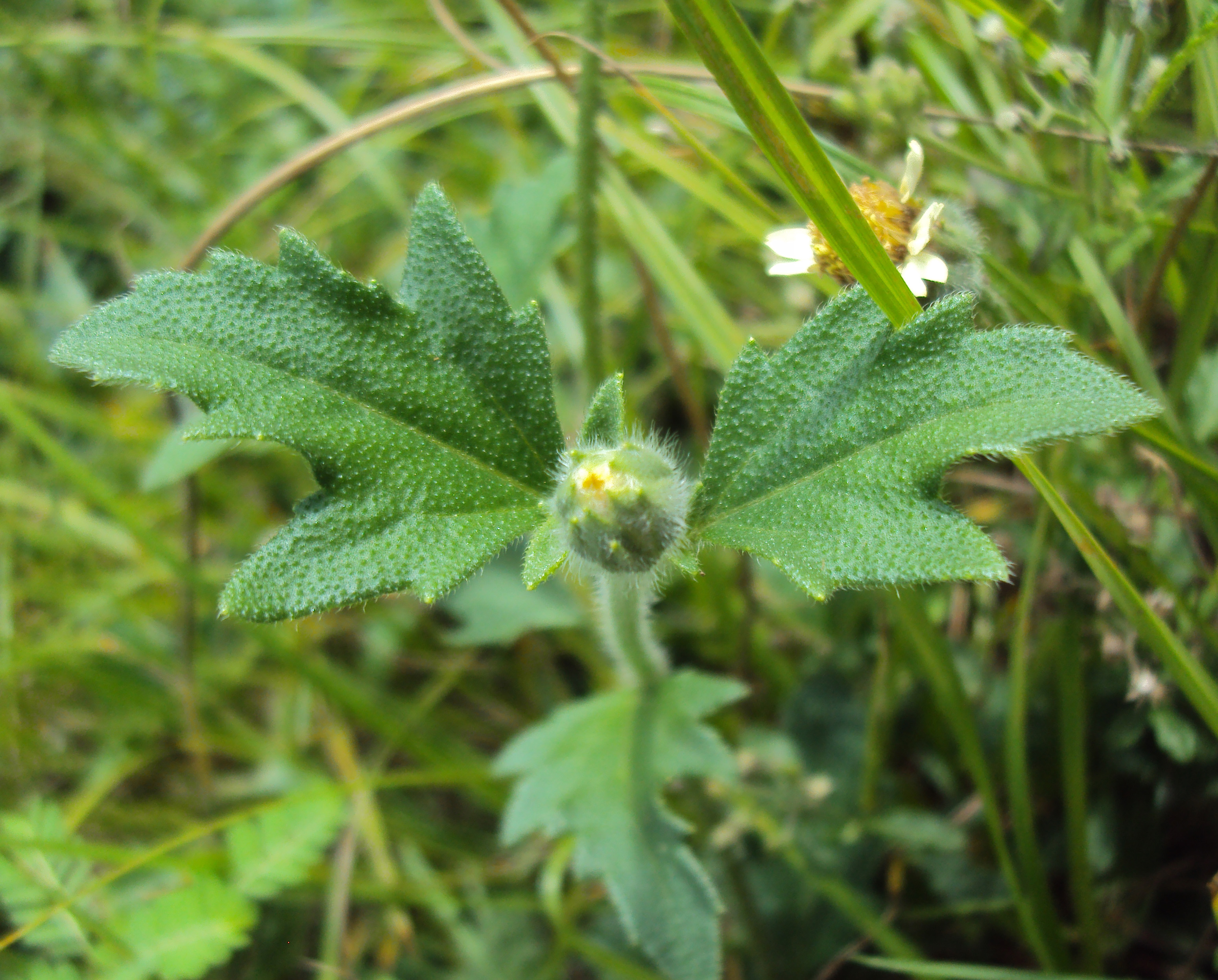
Цветочный бутон и листья
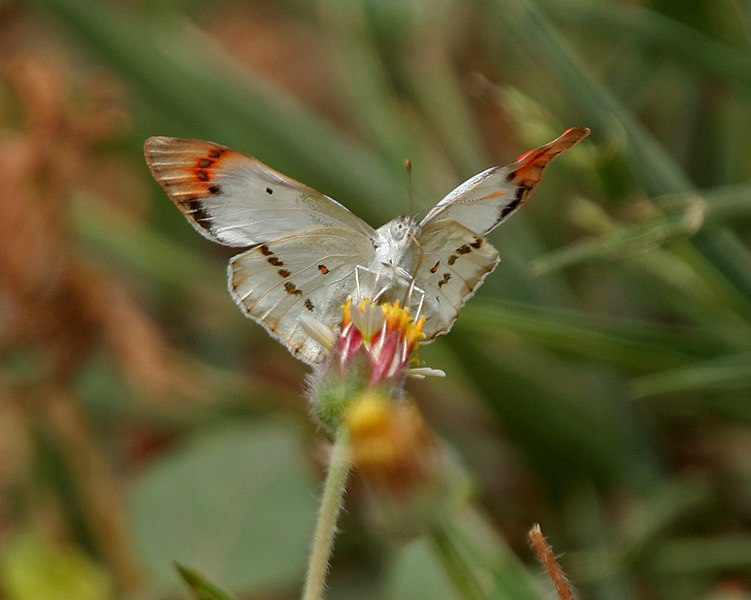
Colotis danae в Хайдарабаде, Индия. Цветы часто посещают бабочки.
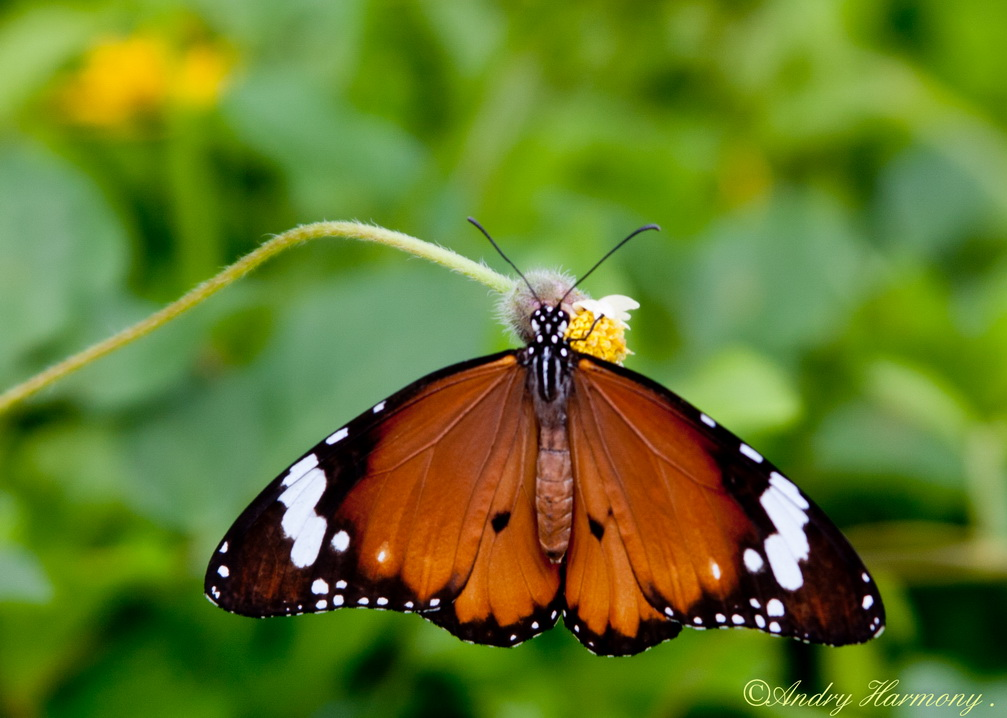
Данаида хризипп вБандунге,Западная Ява, Индонезия
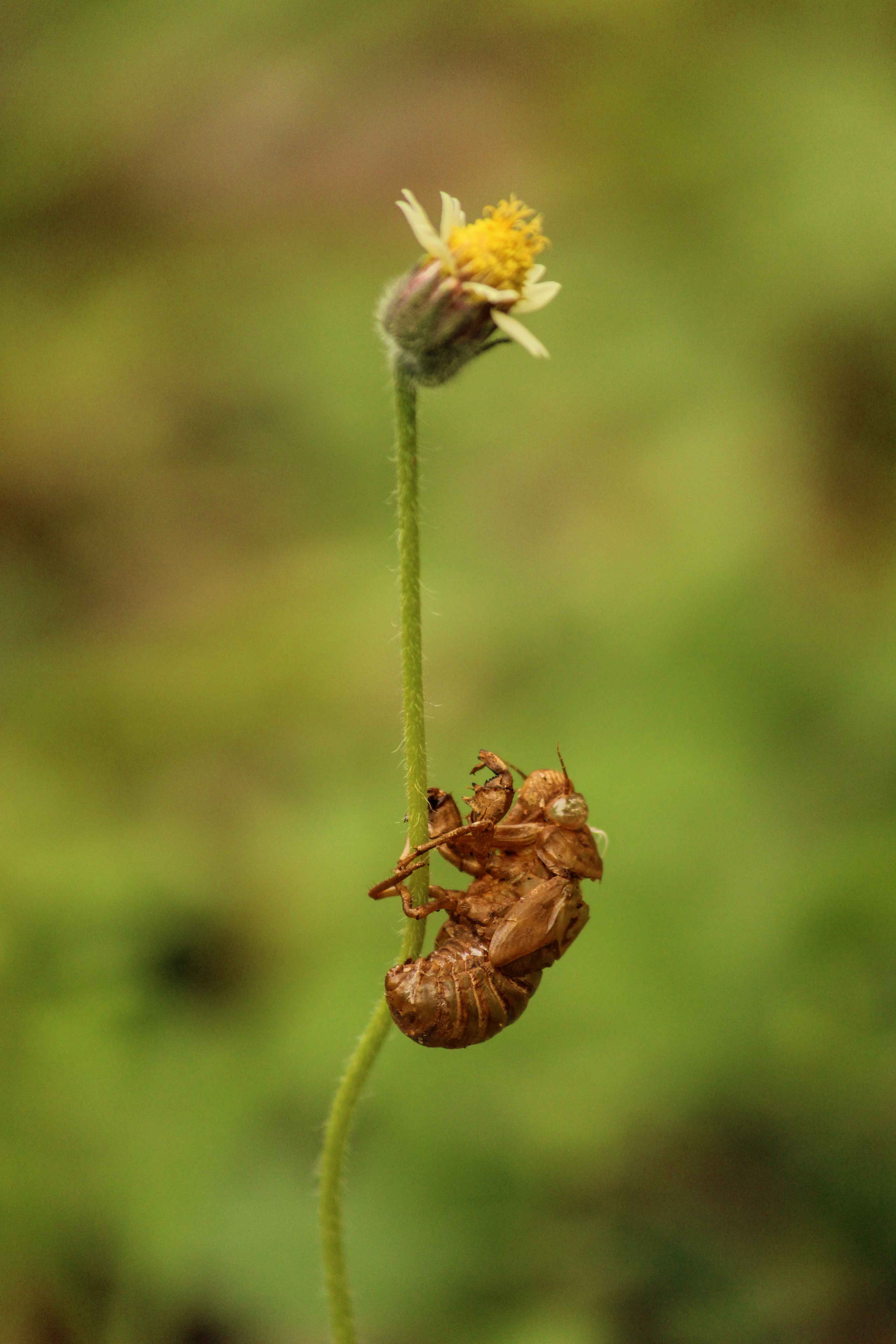
Экзоскелет цикады, цепляющийся за стебель
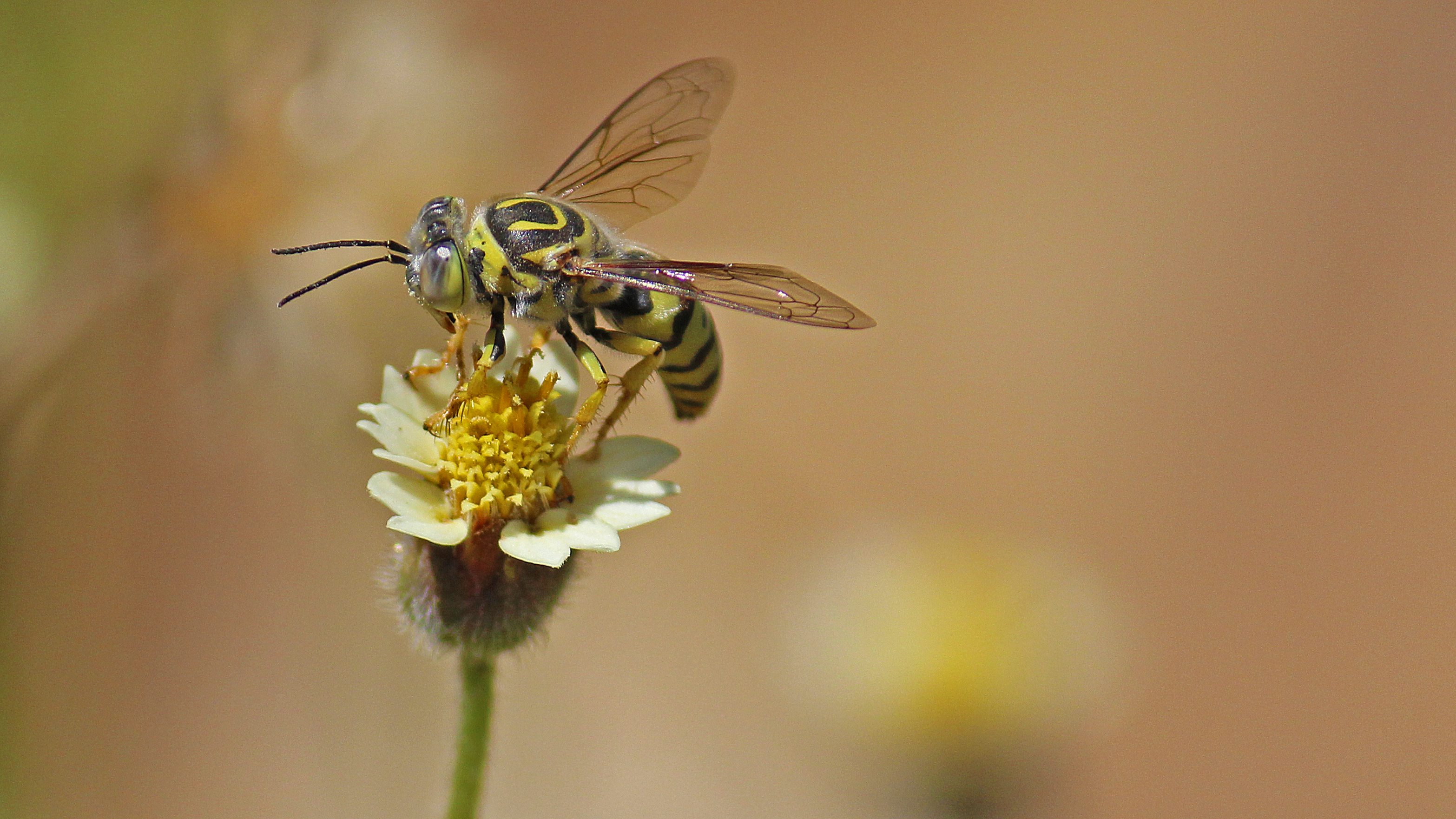
Оса питается нектаром
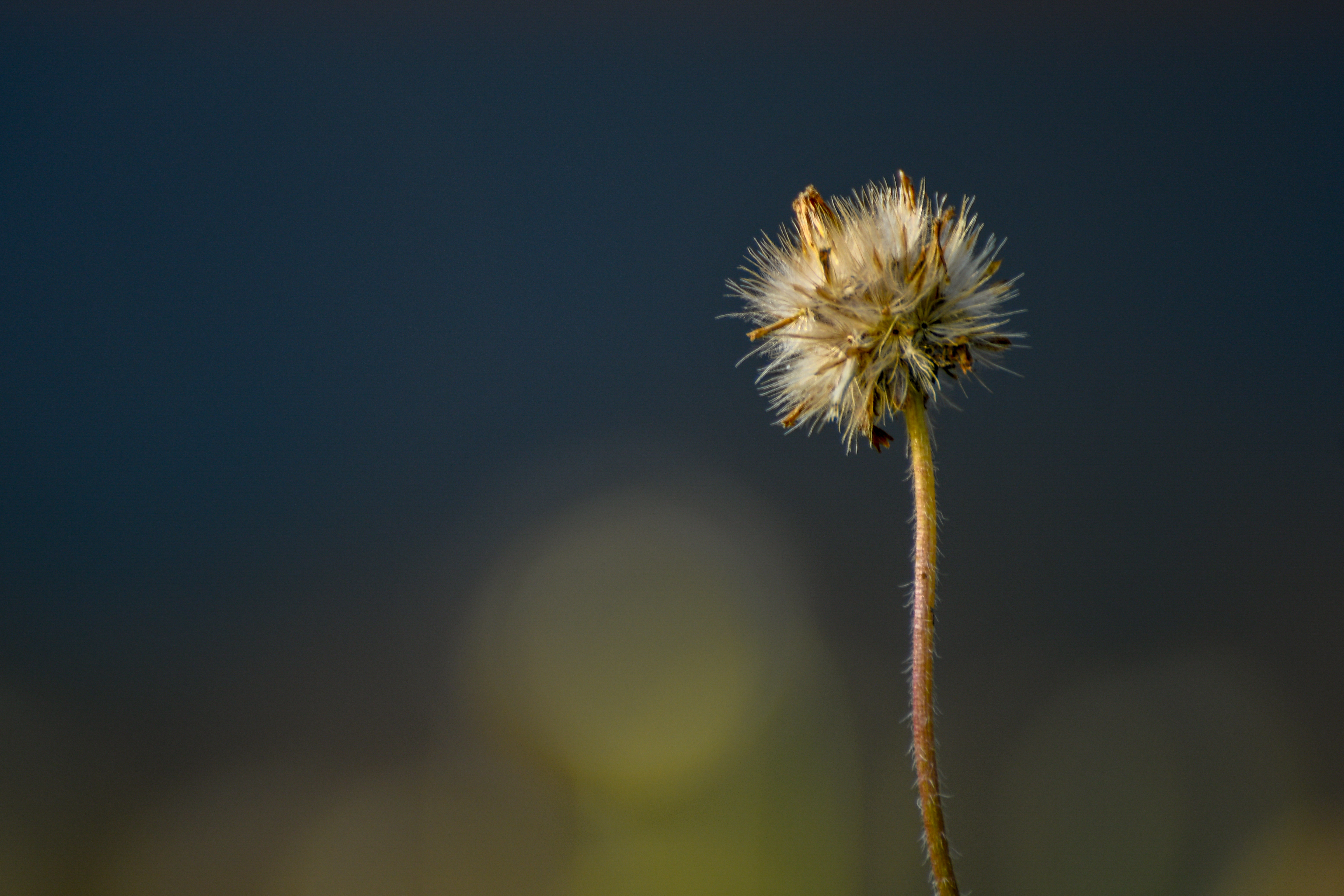
Спелые плоды с крылатыми семенами